# Harry Curtis (Dirigent)
Harry Curtis (* in Cambridge) ist ein englischer Dirigent und Hochschullehrer. Derzeit ist er Professor für Orchesterdirigieren an der Universität der Künste Berlin.

## Künstlerischer Werdegang
Harry Curtis war bereits als Kind Chorknabe in der St. George’s Chapel von Windsor Castle. Dirigieren studierte er bei Colin Davis und Colin Metters an der Londoner Royal Academy of Music, deren Akademiemitglied er heute ist. Zudem studierte er bei Lutz Köhler an der Universität der Künste Berlin, an der er derzeit eine Professur innehat. Seine Ausbildung komplementierte er in Meisterkursen bei Pierre Boulez, Ilja Musin, Jorma Panula und Leonard Slatkin.
Von 2005 bis 2013 war er als Dirigent bei den Bochumer Symphonikern fest angestellt. Dort arbeitete er mit Künstlern wie Sol Gabetta, Frank Peter Zimmermann, Radu Lupu und Tabea Zimmermann. Zudem leitete Harry Curtis den Philharmonischen Chor Bochum. Regelmäßige Musiktheaterproduktionen erfolgten im Prinzregenttheater in Bochum. Auch trat er als Dirigent in der Berliner Staatsoper Unter den Linden auf. Er leitete u. a. das London Symphony Orchestra, das Festival Orchester Budapest, das Bournemouth Symphony Orchestra, die Berliner Symphoniker, Sinfonieorchester Wuppertal, das Stavanger Symfoniorkest, das English Symphony Orchester und das Orchester der Opera North.
Als zweiter Dirigent führte Curtis die Oper Die Soldaten von Bernd Alois Zimmermann mit David Pountney als Regisseur bei der Ruhrtriennale und dem New Yorker Lincoln Center Festival auf. Ebenso dirigierte er beim USA Spoleto Festival und studierte ebenfalls für die Ruhrtriennale John Cages Opern Europeras 1 & 2 unter der Regie von Heiner Goebbels ein.
Curtis war 2002 Preisträger der Leeds Conductors Competition. In einer Kritikerumfrage der Zeitschrift TheaterPur wurde er 2008 für Produktion von „Die Geschichte vom Soldaten/Das Behr-Kyrsh-Projekt“ von Moritz Eggert nach Igor Strawinsky unter die besten Dirigenten Nordrhein-Westfalens gewählt.